# جارسيللي رويسي
جارسيللي رويسي هي مغنية ومقدمة تلفزيونية وعارضة وممثلة أمريكية وهايتي، ولدت في 26 نوفمبر 1966 في هايتي.

## أعمال

### أفلام
- (1988) القدوم إلى أميركا[4]
- (1999) برية الغرب المتوحش[5]
- (2007) أنا أعرف من قتلني[6]
- (2012) رحلة طيران
- (2013) البيت الأبيض سقط[7]
- (2016)  القصة التالية[8]
- (2017)  العودة للوطن[9][10]

### مسلسلات
- إن واي بي دي بلو
- ميامي

## وصلات خارجية
- جارسيللي رويسي على موقع IMDb (الإنجليزية)
- جارسيللي رويسي على موقع ألو سيني (الفرنسية)
- جارسيللي رويسي على موقع أول موفي (الإنجليزية)
- جارسيللي رويسي على موقع قاعدة بيانات الأفلام السويدية (السويدية)
- جارسيللي رويسي على موقع إن إن دي بي (الإنجليزية)
- جارسيللي رويسي على موقع قاعدة بيانات الفيلم (الإنجليزية)
- جارسيللي رويسي على موقع كينوبويسك (الروسية)